# Richard Joel Russell
Richard Joel Russell (16 novembre 1895 - 17 septembre 1971) est un professeur américain de géographie physique et de géologie à l'Université d'État de Louisiane qui contribue à des études pionnières sur la climatologie et la géomorphologie à long terme.

## Biographie
Russell est né à Hayward, en Californie, de Nellie Potter Morril et de l'avocat Frederick James. Il commence ses études à Honolulu où il va au jardin d'enfants de Punahou. La famille retourne en Californie et il étudie à la Hayward High School avant d'aller à l'Université de Californie à Berkeley où il commence à étudier la foresterie en 1915 après s'y être intéressé lors d'un voyage de chasse à Santa Lucia. À l'âge de dix-sept ans, il s'adonne à de nombreux passe-temps et sa première publication porte sur une nouvelle technique de traitement des photographies en couleur. Il est enrôlé lors de la Première Guerre mondiale, mais est libéré après une fracture ouverte, le rendant physiquement inapte. Il est ensuite affecté à l'enseignement du matelotage et de l'artillerie. Après la guerre, il retourne à l'université et commence à étudier la paléontologie sous John Campbell Merriam et obtient son diplôme en 1920. Il part en expédition avec Chester Stock (en) dans le Nevada et l'Oregon en 1919-1920 et accepte une bourse d'enseignement, tout en remplaçant le professeur Ruliff Stephen Holway dans l'enseignement de la géographie. Au cours de sa carrière d'enseignant, il travaille avec ses étudiants pour produire un résumé du climat passé appelé Climates of California qui s'avère très influent. Il étudie la pétrographie et la géologie structurale pour son doctorat sous la direction de George Louderback en 1926. Il part ensuite à l'Université Texas Tech en tant que professeur associé. Il commence à travailler sur ses recherches sur le climat et écrit Dry Climates of the United States (1931) qui met l'accent sur l'utilisation de valeurs médianes plutôt que sur des moyennes. En 1928, il rejoint l'Université d'État de Louisiane à Baton Rouge et participe à la mise en place d'un cours de géographie avec Henry V. Howe. En 1954, il crée l'Institut d'études côtières et le dirige jusqu'en 1966,,,,,.
Russell se marie deux fois, d'abord avec Mary Dorothy King en 1925 et après sa mort, il épouse Josephine Burke en 1940. Il a un fils du premier mariage et quatre du second.